# Pieraswiatoje
Pieraswiatoje (biał. Перасвятое; ros. Пересвятое; hist. Pereświetów, Pereświatów) – agromiasteczko na Białorusi, w rejonie rzeczyckim obwodu homelskiego, około 8 km na południowy zachód od Rzeczycy, siedziba sielsowietu.

## Historia
Po II rozbiorze Polski w 1793 roku tereny te, wcześniej należące do powiatu rzeczyckiego województwa mińskiego Rzeczypospolitej, znalazły się w powiecie rzeczyckim (ujeździe) w guberni mińskiej Imperium Rosyjskiego. Po ustabilizowaniu się granicy polsko-radzieckiej w 1921 roku Pieraswiatoje znalazło się w ZSRR, od 1991 roku – na terenie Republiki Białorusi.
Dobra te w XIX wieku należały do rodziny Pereświt-Sołtanów herbu własnego. W 1876 roku majątek liczył 938 dziesięcin, w 1887 – 469 dziesięcin. W 1879 roku wzniesiono tu kościół parafialny. Na przełomie XIX i XX wieku działała tu szkółka parafialna i sklep spożywczy. W 1930 roku była tu szkoła podstawowa. W 1933 roku powstał kołchoz im. Siemiona Budionnego. We wsi stoi pomnik 99 żołnierzy i partyzantów poległych w okolicach w czasie II wojny światowej. W 1959 roku działał tu sowchoz „10-lecia Października”. W 1987 roku wybudowano we wsi 100 domów dla osób przesiedlonych ze skażonych terenów po katastrofie elektrowni jądrowej w Czarnobylu.
W 2009 roku we wsi mieszkało 508 osób (w 1897 roku było tu 549 mieszkańców).

## Dawny dwór
W latach 80. XIX wieku majątek należał wspólnie do Antoniego, Bronisława i Marii Sołtanów. Mieszkali w niezbyt obszernym, drewnianym, parterowym, siedmioosiowym dworze prawdopodobnie z początków XIX wieku. Ganek zajmował 3 centralne osie, jego trójkątny szczyt był wsparty dwiema parami drewnianych filarów. Budynek był nakryty wysokim, gładkim, czterospadowym dachem gontowym. Od strony ogrodowej istniały prawdopodobnie dwa skrzydła przykryte niższym dachem. Przed domem był kolisty gazon obsadzony dekoracyjnymi krzewami. Dom stał wśród ogrodu krajobrazowego.
Dwór został spalony w 1918 roku.
Majątek Pereświetów został opisany w 11. tomie Dziejów rezydencji na dawnych kresach Rzeczypospolitej Romana Aftanazego.